# PostSecret

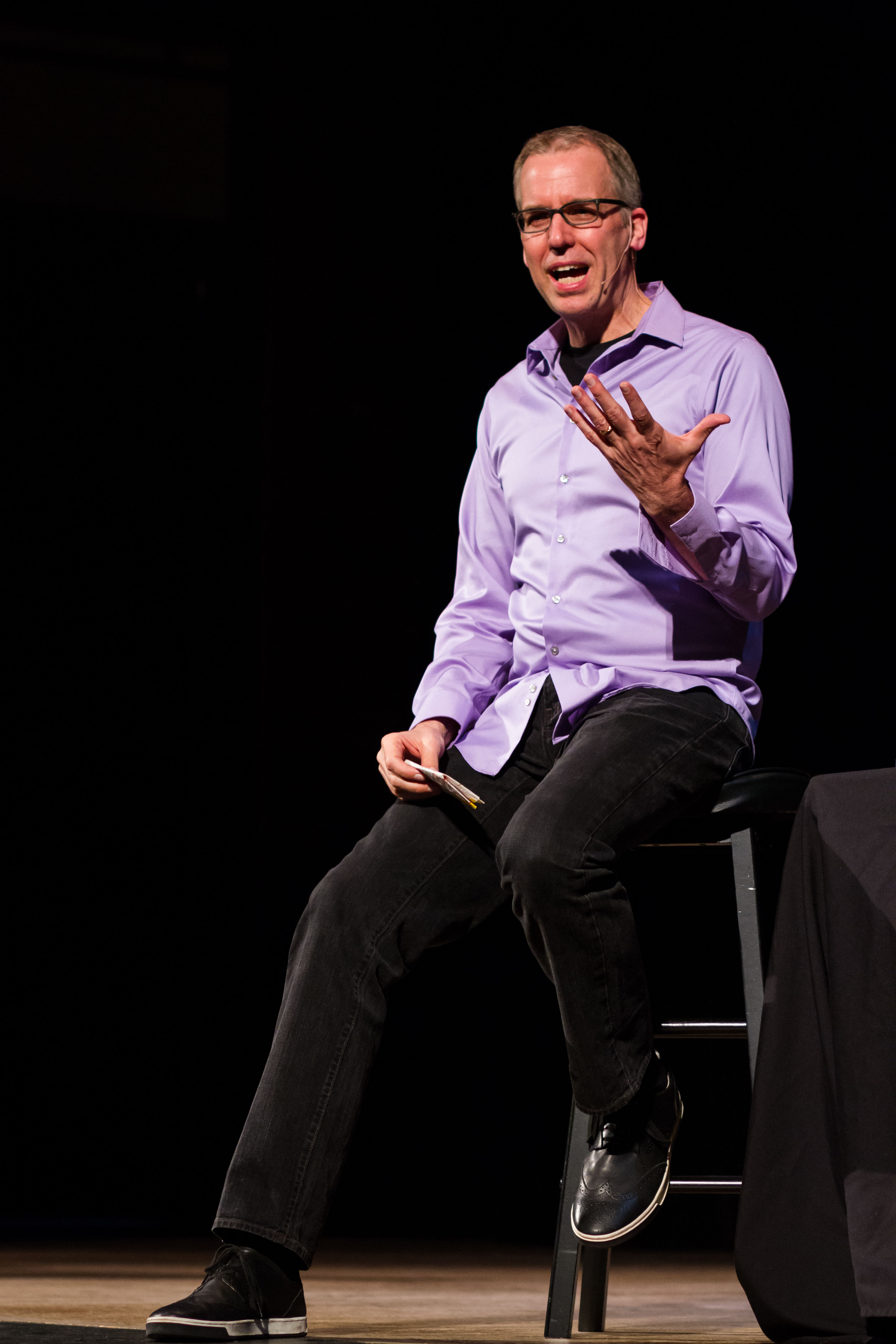
Der Initiator des Projekts, Frank Warren

PostSecret (von Engl. "to post" = absenden und "secret" = Geheimnis) ist ein internationales Kunstprojekt, bei dem Menschen ihre Geheimnisse auf Postkarten schreiben und anonym an das Projekt schicken. Ausgewählte Karten werden auf der Website des Projektes und in Büchern veröffentlicht. Initiator ist der US-amerikanische Künstler Frank Warren.

## Hintergrund
Zunächst als einmalige Installation auf der Kunstausstellung Artomatic 2004 in Washington, D.C. gezeigt, wird es seit dem 1. Januar 2005 im Internet fortgesetzt.
Der Ablauf bei PostSecret ist einfach: Jeder Mensch kann eine eigene Postkarte gestalten, der er ein Geheimnis, eine Sehnsucht, eine schlechte Angewohnheit oder ähnliches anvertraut und diese Karte an die Privatanschrift von Warren schicken. Die eingesandten Geheimnisse reichen von humorvollen Anekdoten über sexuelle Vorlieben bis hin zu kriminellen Aktivitäten. Die einzige, freilich nicht überprüfbare Bedingung ist, dass alle Einsendungen wahr sein müssen und dass der Einsender noch niemals über dieses Geheimnis gesprochen haben darf.
Nach eigenen Angaben erhält Warren bis zu 1000 Postkarten jede Woche. Die Seite wird jeden Sonntag aktualisiert und ca. 20 neue Postkarten werden veröffentlicht. Ein Archiv der bisherigen Veröffentlichungen gibt es nicht.

## Bücher
Im Jahr 2005 erschien das erste von bisher vier Büchern, in denen ausgewählte Geheimnisse auch außerhalb des Internets veröffentlicht werden. Die Einnahmen aus dem Verkauf der Bücher gehen an die Organisation Hopeline, die eine Telefonseelsorge für Suizid-Gefährdete betreibt. Warren arbeitet als ehrenamtlicher Mitarbeiter bei Hopeline mit.

## Trivia
PostSecret wurde im Jahr 2006 mit insgesamt 5 Bloggies ausgezeichnet, u. a. in den Kategorien Best American Weblog, Best Topical Weblog, Best Community Weblog, Best New Weblog und dem Hauptpreis Weblog of the Year.
Die Webseite postsecret.blogspot.com ist nach eigener Aussage das größte werbefreie Blog im Internet. Laut dem Internetdienst Technorati gehört die Seite zu den zehn populärsten Blogs des Internets.

## Internationale Seiten
Es gibt offizielle, von Frank Warren unterstützte internationale PostSecret-Seiten mit Postadressen im jeweiligen Land. Im Oktober 2007 wurde die französische Version unter dem Namen "PostSecretFrance" in Betrieb genommen. Im Februar 2008 folgte eine deutsche Variante als PostSecretDeutsch.de mit einer Postfachadresse in Tübingen. Diese wird von einem studierten Bioinformatiker betrieben und erreichte bisher, laut eigener Aussage, mehr als 1,8 Millionen Besucher.

## Ähnliche Seiten
Inzwischen haben eine ganze Reihe von anderen Projekten die Grundidee übernommen und teilweise variiert. Keine der Seiten erreicht jedoch bisher die Bekanntheit und die Verbreitung des Originals.